# Konrad Waldhauser
Konrad Waldhauser (właśc. Waldhausen, ur. 1326, zm. 8 grudnia 1369 w Pradze) – austriacki kaznodzieja, augustianin, myśliciel, jeden z prekursorów husytyzmu.
Atakował demoralizację Kościoła, jego uczestnictwo w życiu publicznym i posiadanie majątków ziemskich i symonię. Piętnował także nierówność majątkową.
Początkowo głosił kazania w księstwach austriackich. W 1363 występował w Pradze, gdzie z racji popularności jego głoszone po niemiecku kazania tłumaczono na język czeski. W stolicy Czech kazań słuchał m.in. król Karol.